# Earias roseipes
Earias roseipes är en fjärilsart som beskrevs av Nikolai Nikolaievich Filipjev 1934. Earias roseipes ingår i släktet Earias och familjen trågspinnare. Inga underarter finns listade i Catalogue of Life.